# Crossfaith
Crossfaith (クロスフェイス) er et japansk metalcore/industrial metal-band med trance og dubstep elementer fra byen Osaka. Bandet blev dannet i 2006.

## Medlemmer
- Koie Kenta - Vokal
- Takemura Kazuki - Guitar
- Ikegawa Hiroki - Bas
- Amano Tatsuya - Trommer
- Tamano Terufumi - DJ, Keyboard.

Groezrock 2013, Belgium
- Kenta Koie
- Kazuki Takemura
- Hiroki Ikegawa
- Terufumi Tamano
- Tatsuya Amano

## Diskografi
- Blueprint of Reconstruction (EP) - 2008
- The Artificial Theory For The Dramatic Beauty - 2009
- The Dream, The Space - 2011
- Zion (EP) - 2012
- Apocalyze - 2013
- Xeno - 2015